# Distretto della Gruyère
Il distretto della Gruyère (Greyerz in tedesco) è un distretto di lingua francese del Canton Friburgo, in Svizzera.  Confina con i distretti di Veveyse a ovest, di Glâne a nord-ovest, di Sarine a nord, di Sense a nord-est, con il Canton Berna (distretti di Obersimmental e di Saanen) a sud-est e con il Canton Vaud (distretti di Pays-d'Enhaut a sud e di Vevey a sud-ovest). Il capoluogo è Bulle.
Il celebre formaggio svizzero Groviera o Gruviera (in francese appunto Gruyère) prende nome proprio da questa zona.

## Storia
Nel medioevo questo territorio divenne una contea indipendente, i cui sovrani si barcamenarono tra i potentati vicini degli Zähringen, dei Savoia e degli Asburgo. Alla fine del secolo XV i Conti di Gruyère si allearono alla città di Friburgo ed al Cantone di Berna nelle lotte che videro contrapposti i duchi di Borgogna con i cantoni svizzeri ed i re di Francia. Da quel momento le sorti della contea si confusero con quelle del Canton Friburgo.

## Comuni
Amministrativamente è diviso in 25 comuni. Tutti i comuni sono di lingua francese, ad eccezione di Jaun che è di lingua tedesca.
- Bas-Intyamon
- Botterens
- Broc
- Bulle
- Châtel-sur-Montsalvens
- Corbières
- Crésuz
- Echarlens
- Grandvillard
- Gruyères
- Hauteville
- Haut-Intyamon
- Jaun
- La Roche
- Le Pâquier
- Marsens
- Morlon
- Pont-en-Ogoz
- Pont-la-Ville
- Riaz
- Sâles
- Sorens
- Val-de-Charmey
- Vaulruz
- Vuadens

### Divisioni
- 1827: La Tour-de-Trême → La Tour-de-Trême, Le Pâquier

### Fusioni
- 1970: Pont-en-Ogoz, Villars-d'Avry → Le Bry
- 2001: Marsens, Vuippens → Marsens
- 2001: Maules, Romanens, Rueyres-Treyfayes, Sâles → Sâles
- 2002: Albeuve, Lessoc, Montbovon, Neirivue → Haut-Intyamon
- 2003: Avry-devant-Pont, Gumefens, Le Bry → Pont-en-Ogoz
- 2004: Enney, Estavannens, Villars-sous-Mont → Bas-Intyamon
- 2006: Botterens, Villarbeney → Botterens
- 2006: Bulle, La Tour-de-Trême → Bulle
- 2011: Corbières, Villarvolard → Corbières
- 2014: Cerniat, Charmey → Val-de-Charmey